# قائمة ملكات اليونان القرينات
تحتوى القائمة على ملكات اليونان القرينات منذ 1832 حتى قيام جمهورية اليونانية الثالثة في 1973.

## ملكات اليونان القرينات

### أسرة فيتلسباخ(1832–1862)
| الصورة | شعار | الاسم                | الوالد                                             | الميلاد        | الزواج         | أصبحت القرينة  | توقف عن استخدام           | الوفاة       | زوج   |
| ------ | ---- | -------------------- | -------------------------------------------------- | -------------- | -------------- | -------------- | ------------------------- | ------------ | ----- |
|        |      | أماليا الأولدنبورغية | أوغست، دوق أولدنبورغ الأكبر (أسرة هولشتاين-غوتورب) | 21 ديسمبر 1818 | 22 نوفمبر 1836 | 22 نوفمبر 1836 | 23 أكتوبر 1862 فرار الزوج | 20 مايو 1875 | أوثون |

### أسرة غلوكسبورغ(1863–1973)
| الصورة                                     | شعار | الاسم                     | الوالد                                             | الميلاد        | الزواج         | أصبحت القرينة              | توقف عن استخدام            | الوفاة              | الزوج            |
| ------------------------------------------ | ---- | ------------------------- | -------------------------------------------------- | -------------- | -------------- | -------------------------- | -------------------------- | ------------------- | ---------------- |
|                                            |      | أولغا قسطنطينوفنا الروسية | قسطنطين نيكولايفيش دوق الروسي الأكبر (رومانوف)     | 3 سبتمبر 1851  | 27 أكتوبر 1867 | 27 أكتوبر 1867             | 18 مارس 1913 وفاة الزوج    | 18 يونيو 1926       | جورجيوس الأول    |
|                                            |      | صوفيا البروسية            | فريدرش الثالث إمبراطور ألمانيا (هوهنتسولرن)        | 14 يونيو 1870  | 27 أكتوبر 1889 | 18 مارس 1913 صعود الزوج    | 11 يونيو 1917 تنازل الزوج  | 13 يناير 1932       | قسطنطينوس الأول  |
|                                            |      | أسبازيا مانوس             | بيتروس مانوس (مانوس)                               | 4 سبتمبر 1896  | 4 نوفمبر 1919  | 4 نوفمبر 1919              | 25 أكتوبر 1920 وفاة الزوج  | 7 أغسطس 1972        | ألكسندروس        |
|                                            |      | صوفيا البروسية            | فريدرش الثالث إمبراطور ألمانيا (هوهنتسولرن)        | 14 يونيو 1870  | 27 أكتوبر 1889 | 19 ديسمبر 1920 رجوع الزوج  | 27 سبتمبر 1922 تنازل الزوج | 22 نوفمبر 1936      | قسطنطينوس        |
|                                            |      | إليزابيث الرومانية        | فرديناند الأول ملك رومانيا (هوهنتسولرن زيغمارينغن) | 12 أكتوبر 1894 | 27 فبراير 1921 | 27 سبتمبر 1922 صعود الزوج  | 25 مارس 1924 نفي الزوج     | 14 / 15 نوفمبر 1956 | جورجيوس الثاني   |
| • جمهورية اليونانية الثانية (1924–1935) •  |      |                           |                                                    |                |                |                            |                            |                     |                  |
|                                            |      | إليزابيث الرومانية        | فرديناند الأول ملك رومانيا (هوهنتسولرن زيغمارينغن) | 12 أكتوبر 1894 | 27 فبراير 1921 | 25 مارس 1924 إلغاء الملكية | 6 يوليو 1935 الطلاق        | 14 / 15 نوفمبر 1956 | جورجيوس الثاني   |
|                                            |      | فريدريكا الهانوفرية       | إرنست أوغست دوق براونشفايغ (هانوفر)                | 18 أبريل 1917  | 9 يناير 1938   | 1 أبريل 1947 صعود الزوج    | 6 مارس 1964 وفاة الزوج     | 6 فبراير 1981       | بافلوس           |
|                                            |      | آن ماري الدنماركية        | فريديريك التاسع ملك الدنمارك (غلوكسبورغ)           | 30 أبريل 1946  | 18 سبتمبر 1964 | 18 سبتمبر 1964             | 1 يونيو 1973 إلغاء الملكية | حية                 | قسطنطينوس الثاني |
| • جمهورية اليونانية الثالثة (ولدت. 1973) • |      |                           |                                                    |                |                |                            |                            |                     |                  |
|                                            |      | آن ماري الدنماركية        | فريديريك التاسع ملك الدنمارك (غلوكسبورغ)           | 30 أغسطس 1946  | 18 سبتمبر 1964 | 1 يونيو 1973 إلغاء الملكية | 10 يناير 2023              | حية                 | قسطنطينوس الثاني |
|                                            |      | ماريا شانتال ميلر         | روبرت وارين ميلر                                   | 17 سبتمبر 1968 | 1 يوليو 1995   | 10 يناير 2023              | -                          | -                   | الأمير بافلوس    |

## حاملات اللقب ملكات اليونان

### أسرة فيتلسباخ(منذ 1862)
| الصورة | الاسم                     | الوالد                                                    | الميلاد        | الزواج         | أصبحت القرينة              | توقفت عن استخدام          | الوفاة        | زوج                       |
| ------ | ------------------------- | --------------------------------------------------------- | -------------- | -------------- | -------------------------- | ------------------------- | ------------- | ------------------------- |
|        | أماليا الأولدنبورغية      | أوغست، دوق أولدنبورغ الأكبر (أسرة هولشتاين-غوتورب)        | 21 ديسمبر 1818 | 22 نوفمبر 1836 | 23 أأكتوبر 1862 فرار الزوج | 26 يوليو 1867 وفاة الزوج  | 20 مايو 1875  | أوثون                     |
|        | جيزيلا النمساوية          | فرانتس يوزف الأول، إمبراطور النمسا-المجر (هابسبورغ-لورين) | 12 يوليو 1856  | 20 أبريل 1873  | 12 ديسمبر 1912 صعود الزوج  | 28 سبتمبر 1930 وفاة الزوج | 27 يوليو 1932 | الأمير ليوبولدوس البافاري |
|        | بونا مارغريتا السافوية    | الأمير توماس، دوق جنوة (سافوي-جنوة)                       | 1 أغسطس 1896   | 8 يناير 1921   | 31 مايو 1943 صعود الزوج    | 6 سبتمبر 1969 وفاة الزوج  | 2 فبراير 1971 | الأمير كورادوس البافاري   |
|        | هيلين فون كليفنهولير-ميتش | كونت فرانتس فون كليفنهولير-ميتش                           | 4 أبريل 1921   | 16 نوفمبر 1970 | 16 نوفمبر 1970             | 1 يناير 1997 وفاة الزوج   |               | الأمير أوجينيوس البافاري  |
| مدعون  |                           |                                                           |                |                |                            |                           |               |                           |